# 74-й штурмовой авиационный полк
74-й штурмово́й авиацио́нный полк — авиационная воинская часть ВВС РККА штурмовой авиации в Великой Отечественной войне.

## Наименование полка
В различные годы своего существования полк имел наименования:
- 14-й штурмовой авиационный полк (05.1938 г.)
- 74-й штурмовой авиационный полк (1940 г.)[1][2][3];
- 70-й гвардейский штурмовой авиационный полк (18.03.1942 г.)[1][3];
- 70-й гвардейский штурмовой авиационный Белорусский полк (04.05.1943 г.)[1][3];
- 70-й гвардейский штурмовой авиационный Белорусский Краснознамённый полк (09.08.1944 г.)[1];
- 70-й гвардейский штурмовой авиационный Белорусский Краснознамённый ордена Суворова полк (11.06.1945 г.)[1].

## История и боевой путь полка
Сформирован как 14-й штурмовой авиационный полк в конце мая 1938 года из личного состава бывшей 7-й штурмовой авиационной эскадрильи (65-я эскадрилья и часть 29-й эскадрильи), базировавшейся в Гомеле в составе 8-й штурмовой авиабригады ВВС Белорусского особого военного округа. Полк на вооружение имел самолёты ДИ-6. В начале 1940 года наименование полка было изменено на 74-й штурмовой авиационный полк. На вооружение получил самолёты И-15бис и в августе 1940 года вошёл в состав 10-й смешанной авиадивизии.

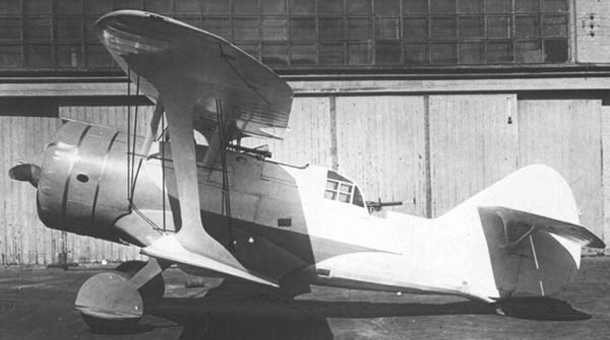
Самолёт ДИ-6 полк получил на вооружение при формировании.

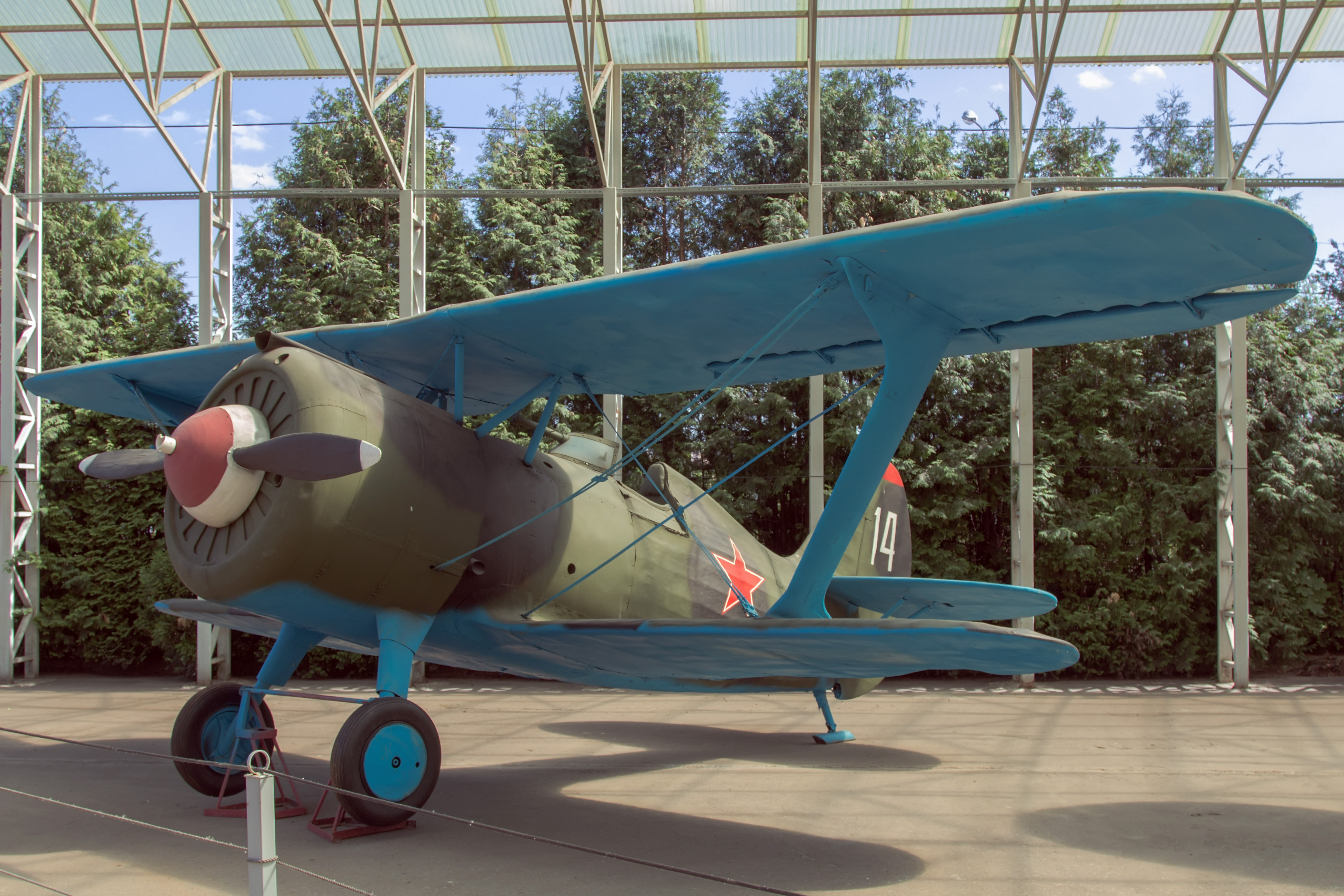
Самолёты И-15бис полк получил в 1940 году и стал использовать их в штурмовом варианте.

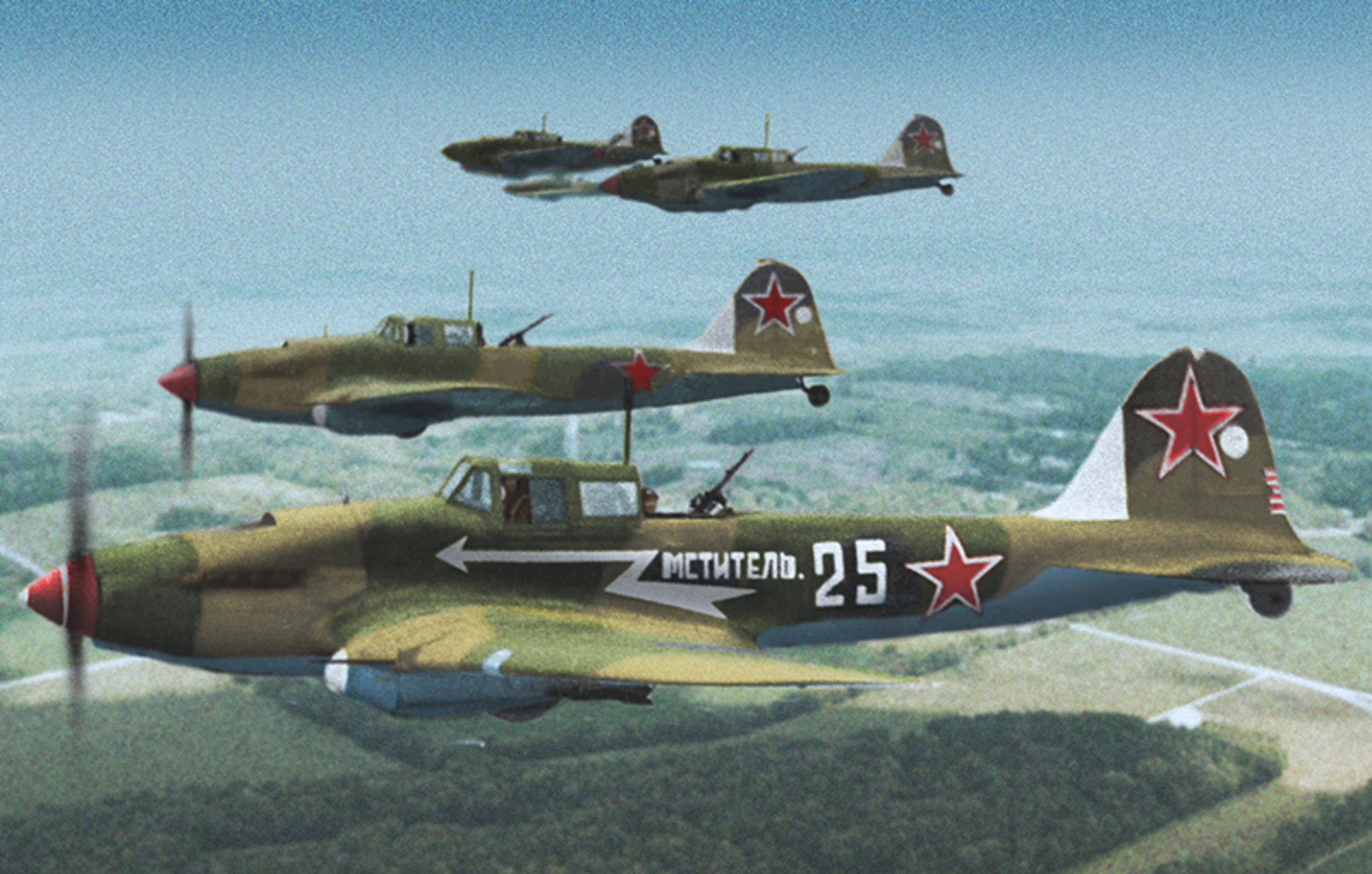
Первые самолёты Ил-2 полк получил переде войной. К началу войны имел в своём составе всего 2 таких самолёта.

Перед началом Великой Отечественной войны полк базировался в летних лагерях в районе д. Малые Зводы (Брестский район Брестской области Белоруссии) в 7-8 км восточнее города Высоко-Литовск в 12-15 км от государственной границы. В составе насчитывал: 18 самолётов И-15бис и 4 самолёта Ил-2, полученные за два дня до начала войны с завода № 18 в Воронеже. На самолётах Ил-2 самостоятельно летало 9 летчиков из кадрового состава, остальной состав в совершенстве владел полетами на самолётах И-15бис, 10 человек технического состава к этому времени освоили материальную часть и эксплуатацию Ил-2. По другим данным в полку было 70 самолётов И-15бис и И-153, а также примерно десять ИЛ-2.
22 июня 1941 года аэродром подвергся атаке до 30 самолётов типа Ме-109 и Ме-110. Вся материальная часть полка уничтожена. При попытке взлететь было убито 4 человека. К вечеру оставшийся без матчасти полк вышел из окружения. При выходе понес потери до 10 % личного состава. Сам командир полка, майор Б.М.Васильев, отстал при эвакуации из лагерей Малые Зводы и пропал без вести. Свое существование полк при этом не прекратил, 22 июня 9 человек из состава полка (командиры звеньев и эскадрилий) находились в Воронеже. 23 июня эта группа вылетела в составе 7 самолётов на фронт. Выполнили посадку в Бобруйске. Всего выполнили 15 боевых вылетов за 5 дней работы. 27 июня отбыли в Воронеж.
После переформирования и переобучения на новую технику 10 июля полк вошёл в состав 16-й смешанной авиадивизии. 10 июля полк перелетел на аэродром Верклиевка в составе 33 самолётов и в этот же день выполнял задачи, поставленные командованием Юго-Западного фронта. С 11 по 18 июля полк наносил удары по немецким мотомеханизированным колоннам на шоссе Житомир — Киев. В итоге движение немецких войск было приостановлено на 3 суток.
Ко 2 августа в полку оставалось всего 2 самолёта Ил-2. В этот день полк был передан в состав 17-й авиадивизии, но базировался на прежнем аэродроме. До 8 августа полк не летал, к исходу 6 августа получил 10 Ил-2. 8 августа полк с 12-ю исправными Ил-2 на аэродроме Хибаловка поступил в распоряжение 17-й авиадивизии. 8 и 9 августа наносил удары по войскам противника южнее Киева (Дмитровичи, Безродичи, Нещеров, Гатное, Хотов, Гвоздов). 10 августа полк выбыл из подчинения 17-й ад.
C сентября 1941 года участвовал в обороне Москвы, входил в состав 6-й резервной авиагруппы, действовал на Брянском фронте, с 3 октября на Западном фронте. Полк базируется на аэродромах Сталиногорск, Волово и Новосиль. Выполняет боевые задачи по штурмовке войск противника в районах западнее Орла, Мценска, Горбачево. Также занимается воздушной разведкой в районах Сухиничи, Козельск, Белев, Одоев, Лихвин, Вороново. К 11 октября полк имел лишь 6 исправных самолётов, а к 29 октября в полку не осталось ни одного самолёта. С 12 ноября полк вместе с 6-й резервной авиационной группой выведен с фронта в Резерв Ставки ВГК, группа расформирована, а полк отправлен в резервную бригаду на переформирование.
С 31 марта 1942 года полк снова в строю. Вошёл в состав 6-й ударной авиационной группы Резерва Ставки ВГК и вел бои в её составе на Северо-Западном фронте в районе Демянска, участвуя в Демянской операции. Полк базировался на аэродроме Градобить, наносил удары по противнику юго-восточнее Старой Руссы и в районе Демянска. В этот период полк уничтожил на земле 188 немецких самолётов.
С 13 июня 1942 года Приказом НКО СССР № 00117 от 6 июня 1942 года полк вошёл в состав вновь сформированной 243-й штурмовой авиадивизии. Полк по-прежнему базировался на аэродроме Градобить, имел всего 5 самолётов Ил-2 и 13 лётчиков.
В период с 15 февраля 1943 года по 18 марта 1943 года полк вместе с дивизией принимал участие в Демянской операции — ликвидации Демянского котла. К началу операции полк имел в боевом составе 20 самолётов Ил-2 и 28 лётчиков.
74-й штурмовой авиационный полк за образцовое выполнение заданий командования и проявленные при этом мужество и героизм Приказом НКО № 128 от 18 марта 1943 года переименован в 70-й гвардейский штурмовой авиационный полк.
В составе действующей армии полк находился с 22 по 27 июня, с 10 июля по 21 сентября и с 3 октября по 11 ноября 1941 года, с 31 марта 1942 года по 18 марта 1943 года по 18 марта 1943 года.

## Командиры полка
- майор	Васильев Борис Михайлович, пропал без вести, 31.03.1940 — 22.06.1941[4]
- капитан Сентемов Степан Егорович, погиб, 22.06.1941 — 20.10.1941[4]
- майор Макаров Леонид Сергеевич, умер от болезни,16.07.1943 - 27.08.1943  https://pamyat-naroda.ru/heroes/memorial-chelovek_kartoteka_memorial37673041/
- майор Савченко Павел Афанасьевич[4][6], — 18.03.1943 г.

## В составе соединений и объединений
| Дата          | Фронт (округ)                    | Армия                                    | Дивизия                                       | Примечания |
| ------------- | -------------------------------- | ---------------------------------------- | --------------------------------------------- | ---------- |
| 05.1938 г.    | Белорусский военный округ        | ВВС Белорусского военного округа         |                                               |            |
| 26.07.1938 г. | Белорусский особый военный округ | ВВС Белорусского особого военного округа |                                               |            |
| 01.09.1939 г. | Белорусский фронт                | ВВС Белорусского фронта                  |                                               |            |
| 14.11.1939 г. | Белорусский особый военный округ | ВВС Белорусского особого военного округа |                                               |            |
| 11.07.1940 г. | Западный особый военный округ    | ВВС Западного особого военного округа    |                                               |            |
| 11.07.1940 г. | Западный особый военный округ    | ВВС Западного особого военного округа    | 10-я смешанная авиационная дивизия            |            |
| 22.06.1941 г. | Западный фронт                   | ВВС Западного фронта                     | 10-я смешанная авиационная дивизия            |            |
| 10.07.1941 г. | Юго-Западный фронт               | ВВС Юго-Западного фронта                 | 16-я смешанная авиационная дивизия            |            |
| 02.08.1941 г. | Юго-Западный фронт               | ВВС Юго-Западного фронта                 | 17-я авиационная дивизия                      |            |
| 10.08.1941 г. | Юго-Западный фронт               | ВВС Юго-Западного фронта                 | 16-я смешанная авиационная дивизия            |            |
| 03.10.1941 г. | Брянский фронт                   | ВВС Брянского фронта                     | 6-я резервная авиационная группа              |            |
| 11.11.1941 г. | Резерв Ставки ВГК                |                                          | 6-я резервная авиационная группа              |            |
| 01.12.1941 г. | Приволжский военный округ        | ВВС Приволжского военного округа         | 1-я запасная авиационная бригада              |            |
| 31.03.1942 г. | Резерв Ставки ВГК                |                                          | 6-я ударная авиационная группа                |            |
| 31.03.1942 г. | Северо-Западный фронт            | ВВС Северо-Западного фронта              | 6-я ударная авиационная группа                |            |
| 12.06.1942 г. | Северо-Западный фронт            | 6-я воздушная армия                      | 243-я штурмовая авиационная дивизия           |            |
| 18.03.1943 г. | Северо-Западный фронт            | 6-я воздушная армия                      | 3-я гвардейская штурмовая авиационная дивизия |            |

## Участие в операциях и битвах
- Приграничные сражения — с 22 июня по 27 июня 1941 года.
- Киевская операция — с 10 июля по 10 августа 1941 года.
- Битва за Москву:
  - Орловско-Брянская операция
- Демянская операция (1942)
- Демянская операция (1943)

## Отличившиеся воины

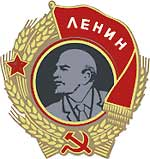

Чувин, Николай Иванович, сержант, летчик полка, Указом Президиума Верховного Совета СССР от 10 ноября 1941 года награждён Орденом Ленина. Впоследствии удостоен звания Герой Советского Союза.

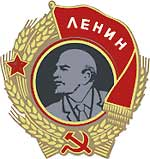

Колыбин, Сергей Иванович, лейтенант, командир звена. Совершил 24 августа 1941 года наземный таран, уничтожив немецкую механизированную колонну. При выполнении боевого задания по уничтожению моста через Днепр в районе села Окуниново Козелецкого района Черниговской области самолёт Колыбина был подбит. Лётчик направил самолёт на вражескую автоколонну, совершив наземный огненный таран. Лечтки остался жив, попал в плен, впоследствии в концлагерь. По окончании Великой Отечественной войны в 1945 году был освобождён. Продолжил службу в Вооружённых Силах. За подвиг Указом Президиума Верховного Совета СССР от 6 мая 1965 года награждён Орденом Ленина.